# Pseudosinella
Genre
Pseudosinella est un genre de collemboles de la famille des Lepidocyrtidae.

## Distribution
Les espèces de ce genre se rencontrent tout autour du monde.

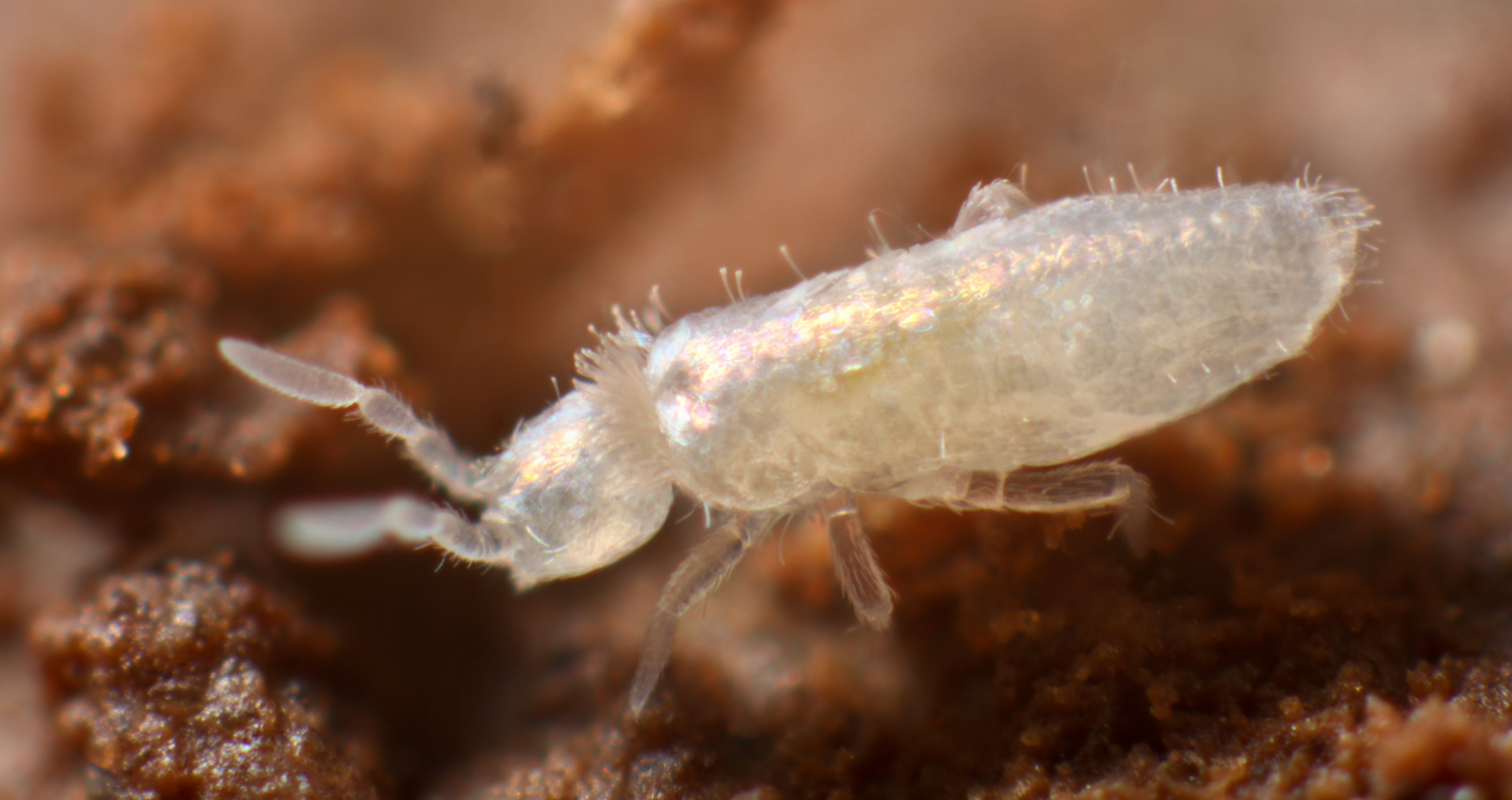
Pseudosinella immaculata

## Liste des espèces
Selon Checklist of the Collembola of the World (version du 25 août 2019) :
- Pseudosinella absoloni Rusek, 1967
- Pseudosinella aelleni da Gama, 1973
- Pseudosinella aeolica Dallai, 1973
- Pseudosinella aera Christiansen & Bellinger, 1980
- Pseudosinella aggtelekiensis (Stach, 1930)
- Pseudosinella aidamar Luciáñez & Simón, 1994
- Pseudosinella alba (Packard, 1873)
- Pseudosinella albida (Stach, 1930)
- Pseudosinella alfonsii Dallai & Malatesta, 1983
- Pseudosinella alpina Gisin, 1950
- Pseudosinella ambigua Zeppelini, Brito & Lima, 2018
- Pseudosinella anderseni Gisin, 1967
- Pseudosinella angelae da Gama, 2004
- Pseudosinella annemariae Stomp, 1972
- Pseudosinella antennata Bonet, 1929
- Pseudosinella apuanica Dallai, 1970
- Pseudosinella aramendiai Beruete & Jordana, 2002
- Pseudosinella argentea (Loksa, 1960)
- Pseudosinella argentea Folsom, 1902
- Pseudosinella arrasatensis Beruete & Jordana, 2002
- Pseudosinella arretzi Simon, 1979
- Pseudosinella ashmolae Christiansen, 1998
- Pseudosinella ashmoleorum da Gama, 1988
- Pseudosinella aspinata Cassagnau, 1955
- Pseudosinella astarini Tshelnokov & Rasulova, 1982
- Pseudosinella astronomica Gisin & da Gama, 1970
- Pseudosinella aueri Gisin, 1964
- Pseudosinella azerbaidzhani Tshelnokov & Rasulova, 1982
- Pseudosinella azorica da Gama, 1988
- Pseudosinella bachae Luciañez & Simon, 1994
- Pseudosinella baghdadica Rusek, 1981
- Pseudosinella balazuci Gisin & da Gama, 1969
- Pseudosinella barcelonensis Gisin & da Gama, 1969
- Pseudosinella bellingeri Wang, Christiansen & Chen, 2002
- Pseudosinella beruetei Jordana & Baquero, 2005
- Pseudosinella bessoni Deharveng, 1988
- Pseudosinella bidenticulata Barra, 1967
- Pseudosinella biguttata Barra, 1997
- Pseudosinella binoculata Kseneman, 1935
- Pseudosinella biocellata Gruia, Poliakov & Broza, 1999
- Pseudosinella biunguiculata Ellis, 1967
- Pseudosinella bohemica Rusek, 1979
- Pseudosinella bona Christiansen & Bellinger, 1996
- Pseudosinella boneti Bagnall, 1941
- Pseudosinella boneti Christiansen, 1960
- Pseudosinella bonita Christiansen, 1973
- Pseudosinella brevicornis Handschin, 1924
- Pseudosinella bulgarica da Gama, 1974
- Pseudosinella burgalensis Jordana & Baquero, 2005
- Pseudosinella cabidochei Deharveng & Gouze, 1986
- Pseudosinella caladairensis Gisin & da Gama, 1970
- Pseudosinella canariensis da Gama, 1974
- Pseudosinella candida Folsom, 1902
- Pseudosinella cansiliensis Fanciulli & Dallai, 2008
- Pseudosinella caoi Chen, Wang & Christiansen, 2002
- Pseudosinella carthusiana Gisin, 1963
- Pseudosinella cassagnaui Gisin & da Gama, 1970
- Pseudosinella cava Christiansen & Reddell, 1986
- Pseudosinella cavernarum (Moniez, 1893)
- Pseudosinella ccapanensis Winter, 1963
- Pseudosinella cementensis Simón-Benito & Romera-Becerro, 2008
- Pseudosinella centralis Gisin & da Gama, 1969
- Pseudosinella certa Christiansen & Bellinger, 1980
- Pseudosinella chapmani da Gama, 1979
- Pseudosinella charoae Villanueva & Jordana, 1988
- Pseudosinella chauvini Stomp & Gouze, 1984
- Pseudosinella chiangdaoensis Deharveng, 1990
- Pseudosinella christiani Stomp, 1986
- Pseudosinella christianseni Salmon, 1965
- Pseudosinella ciliata Ellis, 1974
- Pseudosinella cobosae Luciáñez & Simón, 1994
- Pseudosinella codri da Gama & Busmachiu, 2002
- Pseudosinella coerulea Jacquemart, 2011
- Pseudosinella collina Wray, 1952
- Pseudosinella concii Gisin, 1950
- Pseudosinella confusa Izarra, 1965
- Pseudosinella cordobensis Simón, Bach & Gajú, 1986
- Pseudosinella crypta Christiansen & Reddell, 1986
- Pseudosinella csafordensis Winkler & Mateos, 2018
- Pseudosinella curtii Gouze & Deharveng, 1987
- Pseudosinella dallaii Gisin & da Gama, 1970
- Pseudosinella decemoculata (Guthrie, 1903)
- Pseudosinella decepta Gisin & da Gama, 1969
- Pseudosinella decipiens Denis, 1924
- Pseudosinella decui Gruia, 1995
- Pseudosinella delhezi Stomp, 1971
- Pseudosinella denisi Gisin, 1954
- Pseudosinella difficilis Denis, 1927
- Pseudosinella dispadentata Salmon, 1948
- Pseudosinella dobati Gisin, 1965
- Pseudosinella dodecophthalma Gisin & da Gama, 1969
- Pseudosinella dodecopsis Gisin & da Gama, 1969
- Pseudosinella dubia Christiansen, 1960
- Pseudosinella dungeri Winkler & Mateos, 2018
- Pseudosinella duodecimocellata Handschin, 1928
- Pseudosinella duodecimoculata Bonet, 1931
- Pseudosinella duodecimpunctata Denis, 1931
- Pseudosinella duprei Beruete & Jordana, 2002
- Pseudosinella edax Gisin, 1967
- Pseudosinella efficiens Gisin & da Gama, 1969
- Pseudosinella encrusae Gisin & da Gama, 1969
- Pseudosinella enriquei Arbea, 2017
- Pseudosinella erehwon Christiansen & Bellinger, 1996
- Pseudosinella eskualduna Beruete & Jordana, 2002
- Pseudosinella espana Christiansen, 1960
- Pseudosinella espanita Christiansen & Bellinger, 1996
- Pseudosinella espanoli Simón & Selga, 1977
- Pseudosinella espartana Beruete & Jordana, 2001
- Pseudosinella extra Christiansen & Bellinger, 1996
- Pseudosinella fallax (Börner, 1903)
- Pseudosinella fasciata Womersley, 1934
- Pseudosinella federicoi Simón-Benito & Palacios-Vargas, 2008
- Pseudosinella feneriensis Gisin, 1962
- Pseudosinella finca Christiansen, 1973
- Pseudosinella fjellbergi da Gama, 1974
- Pseudosinella flatua Christiansen & Bellinger, 1996
- Pseudosinella folsomi (Mills, 1931)
- Pseudosinella fonsa Christiansen & Bellinger, 1996
- Pseudosinella fujiokai Yosii, 1964
- Pseudosinella gamae Gisin, 1967
- Pseudosinella genghizkhani Yosii, 1966
- Pseudosinella georgia Christiansen & Bellinger, 1998
- Pseudosinella germani da Gama, 1973
- Pseudosinella ghirkhani Tshelnokov & Rasulova, 1982
- Pseudosinella gineti Cassagnau, 1955
- Pseudosinella gisini Christiansen, 1960
- Pseudosinella gleycola Rapoport, 1962
- Pseudosinella goughi Gisin & da Gama, 1972
- Pseudosinella granda Christiansen & Bellinger, 1996
- Pseudosinella gruiae da Gama & Busmachiu, 2002
- Pseudosinella guanhaensis Zeppelini, Brito & Lima, 2018
- Pseudosinella gutierrezae Simón-Benito & Palacios-Vargas, 2008
- Pseudosinella hahoteana Soto-Adames, Bernard & Wynne, 2015
- Pseudosinella halophila Bagnall, 1939
- Pseudosinella hauseri da Gama, 1973
- Pseudosinella helenae Arbea & Jordana, 1990
- Pseudosinella hercynica Rusek, 1979
- Pseudosinella hermanni Dallai, 1976
- Pseudosinella heteromurina (Stach, 1930)
- Pseudosinella hirsuta (Delamare Deboutteville, 1949)
- Pseudosinella horaki Rusek, 1985
- Pseudosinella hrabei Rusek, 1979
- Pseudosinella huautla Christiansen, 1982
- Pseudosinella huescensis Gisin & da Gama, 1969
- Pseudosinella huetheri Stomp, 1971
- Pseudosinella hui Wang, Chen & Christiansen, 2003
- Pseudosinella illiciens Gisin, 1967
- Pseudosinella immaculata (Lie-Pettersen, 1896)
- Pseudosinella imparipunctata Gisin, 1953
- Pseudosinella impediens Gisin & da Gama, 1969
- Pseudosinella inaequalis Bagnall, 1941
- Pseudosinella inaequalis Stach, 1960
- Pseudosinella infernalis Gisin, 1964
- Pseudosinella inflata Bonet, 1931
- Pseudosinella infrequens Gisin & da Gama, 1969
- Pseudosinella insoloculata Salmon, 1941
- Pseudosinella insubrica Gisin & da Gama, 1969
- Pseudosinella insularum Dallai, 1969
- Pseudosinella intemerata Gisin & da Gama, 1969
- Pseudosinella intermixta (Folsom, 1924)
- Pseudosinella ioni da Gama & Busmachiu, 2002
- Pseudosinella jacetanica Jordana & Baquero, 2007
- Pseudosinella jeanpierrei Beruete & Jordana, 2002
- Pseudosinella jesusi Beruete & Jordana, 2002
- Pseudosinella jordanai Simón-Benito & Palacios-Vargas, 2007
- Pseudosinella josemarii Soto-Adames, 2010
- Pseudosinella joupani Denis, 1933
- Pseudosinella kalalauensis Christiansen & Luther, 1986
- Pseudosinella kenchristianseni Gruia, 1984
- Pseudosinella kersmaekersi Stomp, 1974
- Pseudosinella ksenemani Gisin, 1944
- Pseudosinella kwartirnikovi da Gama, 1973
- Pseudosinella lafargensis Simón-Benito & Romera-Becerro, 2008
- Pseudosinella lahainaensis Christiansen & Luther, 1986
- Pseudosinella lamperti (Schäffer, 1900)
- Pseudosinella larisae da Gama & Busmachiu, 2002
- Pseudosinella lava Christiansen, 1998
- Pseudosinella lechuzasensis Winter, 1963
- Pseudosinella leclerci Stomp, Thibaud & Massoud, 1982
- Pseudosinella leivaensis Simón-Benito & Palacios-Vargas, 2008
- Pseudosinella lenkorani Tshelnokov & Rasulova, 1982
- Pseudosinella leoni Christiansen, 1982
- Pseudosinella lesi Jordana, Baquero & Janssens, 2006
- Pseudosinella lleidensis da Gama, 1984
- Pseudosinella logrognensis Simón-Benito & Palacios-Vargas, 2008
- Pseudosinella luenganensis Simón-Benito & Palacios-Vargas, 2007
- Pseudosinella lunaris Gisin & da Gama, 1970
- Pseudosinella luquei Beruete & Jordana, 2002
- Pseudosinella mallorquinensis Palacios-Vargas & Simón-Benito, 2009
- Pseudosinella manuelae Gruia, 1973
- Pseudosinella marcuzzii Rusek, 1985
- Pseudosinella maritima Bagnall, 1941
- Pseudosinella maros Deharveng & Suhardjono, 2004
- Pseudosinella mauli Stomp, 1972
- Pseudosinella meganporteri Soto-Adames, 2010
- Pseudosinella melatensis Gisin & da Gama, 1969
- Pseudosinella metallica Jacquemart, 1980
- Pseudosinella miratio Christiansen, 1998
- Pseudosinella moldavica da Gama & Busmachiu, 2002
- Pseudosinella montis Yosii, 1971
- Pseudosinella montiscarmeli Gruia, Poliakov & Broza, 1999
- Pseudosinella monzoni Winter, 1963
- Pseudosinella mucronata Gouze & Deharveng, 1987
- Pseudosinella mutabilis Wang, Christiansen & Chen, 2003
- Pseudosinella najtae Jordana & Baquero, 2017
- Pseudosinella nata Christiansen & Bellinger, 1980
- Pseudosinella navarrensis Ardanaz & Jordana, 1985
- Pseudosinella neosensillata Winter, 1963
- Pseudosinella nonoculata Salmon, 1941
- Pseudosinella noseki Rusek, 1985
- Pseudosinella obanae Gruia, 1998
- Pseudosinella occidentalis Dallai, 1976
- Pseudosinella ocellata (Absolon, 1901)
- Pseudosinella octoculata (Caroli, 1914)
- Pseudosinella octophthalma Gisin & da Gama, 1970
- Pseudosinella octopunctata Börner, 1901
- Pseudosinella ops Christiansen & Bellinger, 1998
- Pseudosinella orba Christiansen, 1960
- Pseudosinella oromii da Gama, 1996
- Pseudosinella oxapampensis Winter, 1963
- Pseudosinella oxybarensis Gisin & da Gama, 1969
- Pseudosinella paclti Rusek, 1961
- Pseudosinella palaciosi Christiansen & Reddell, 1986
- Pseudosinella pallida Gruia, 1977
- Pseudosinella paprivata Ellis, 1976
- Pseudosinella parattenuata Simón-Benito & Palacios-Vargas, 2008
- Pseudosinella passaueri Stomp, Tommasi-Ursone & Christian, 1991
- Pseudosinella paxi Nosek, 1964
- Pseudosinella pecki Christiansen & Bellinger, 1980
- Pseudosinella perezi Arbea, 2013
- Pseudosinella peruensis Jacquemart, 1980
- Pseudosinella petrustrinatii Reddell & Elliott, 1973
- Pseudosinella petterseni Börner, 1901
- Pseudosinella picta (Börner, 1903)
- Pseudosinella pieltaini Bonet, 1929
- Pseudosinella plachteri Stomp, 1986
- Pseudosinella pongei da Gama, 1979
- Pseudosinella pori Gruia, Poliakov & Broza, 1999
- Pseudosinella praecipiens Gisin, 1967
- Pseudosinella problematica Gisin & da Gama, 1971
- Pseudosinella pseudodecepta Arbea & Jordana, 1990
- Pseudosinella pseudofolsomi Winter, 1963
- Pseudosinella pseudolanuginosa Yosii, 1942
- Pseudosinella pseudopetterseni Jordana & Baquero, 2007
- Pseudosinella pygmaea da Gama & Busmachiu, 2004
- Pseudosinella pyrenaea Bonet, 1931
- Pseudosinella rabonica Gruia, 1984
- Pseudosinella racovitzai Gisin & da Gama, 1971
- Pseudosinella rapoporti Izarra, 1965
- Pseudosinella recipiens Gisin, 1967
- Pseudosinella reddelli Christiansen, 1973
- Pseudosinella riojana Beruete &Jordana, 2001
- Pseudosinella rochezi Palacios-Vargas & Mejía Recamier, 2011
- Pseudosinella rolfsi Mills, 1932
- Pseudosinella salisburgiana Gisin & da Gama, 1969
- Pseudosinella sandelsorum Gruia, 1977
- Pseudosinella sanguinea (Jackson, 1909)
- Pseudosinella selgae Simón, 1978
- Pseudosinella sensillifera Yoshii & Suhardjono, 1989
- Pseudosinella sera Christiansen & Bellinger, 1980
- Pseudosinella serrana Luciañez & Simón, 1994
- Pseudosinella sexoculata Schött, 1902
- Pseudosinella seyleri Stomp & Tommasi-Ursone, 1989
- Pseudosinella simoni Jordana & Baquero, 2007
- Pseudosinella simpatica da Gama & Busmachiu, 2002
- Pseudosinella sollaudi Denis, 1924
- Pseudosinella soriensis Simón-Benito & Moreno, 2006
- Pseudosinella spelunca Salmon, 1958
- Pseudosinella spinosa (Delamare Deboutteville, 1949)
- Pseudosinella stachi Christiansen, da Gama & Bellinger 1983
- Pseudosinella staryi Rusek, 1981
- Pseudosinella stewartpecki Katz, Soto-Adames & Taylor, 2016
- Pseudosinella stompi Gisin & da Gama, 1970
- Pseudosinella strinatii Christiansen, 1973
- Pseudosinella stygia Bonet, 1931
- Pseudosinella styriaca Neuherz & Nosek, 1975
- Pseudosinella subcentralis da Gama, 1985
- Pseudosinella subdobati Gisin & da Gama, 1970
- Pseudosinella subduodecima Gisin & da Gama, 1970
- Pseudosinella subefficiens Gisin & da Gama, 1970
- Pseudosinella subilliciens Mateos, 1993
- Pseudosinella subinflata Gisin & da Gama, 1969
- Pseudosinella suboculata Bonet, 1931
- Pseudosinella substygia Gisin & da Gama, 1969
- Pseudosinella subterranea Bonet, 1929
- Pseudosinella subvirei Bonet, 1931
- Pseudosinella superduodecima Gisin & da Gama, 1970
- Pseudosinella superoculata Gisin & da Gama, 1969
- Pseudosinella tarraconensis Bonet, 1929
- Pseudosinella templadoi Simón & Selga, 1977
- Pseudosinella terricola Gisin, 1967
- Pseudosinella testa Christiansen & Bellinger, 1980
- Pseudosinella theodoridesi Gisin & da Gama, 1969
- Pseudosinella thibaudi Stomp, 1977
- Pseudosinella tietarensis Jordana & Baquero, 2007
- Pseudosinella torcuatoensis Simón-Benito & Palacios-Vargas, 2008
- Pseudosinella tridenticulata Börner, 1903
- Pseudosinella tridentifera Rusek, 1971
- Pseudosinella trioculata da Gama, 1988
- Pseudosinella truncata Cassagnau, 1955
- Pseudosinella tumula Wang, Chen & Christiansen, 2002
- Pseudosinella turiasonensis Arbea, 2006
- Pseudosinella turolensis Arbea, 2006
- Pseudosinella tyrrhena da Gama & Dallai, 1978
- Pseudosinella unguiculata Bonet, 1929
- Pseudosinella unguilonginea Jordana & Beruete, 1983
- Pseudosinella unioculata Womersley, 1934
- Pseudosinella vallis Yosii, 1971
- Pseudosinella vandeli Denis, 1923
- Pseudosinella variabilis da Gama & Busmachiu, 2004
- Pseudosinella vera Christiansen, 1982
- Pseudosinella vertamicoriensis Gisin, 1963
- Pseudosinella vespera Christiansen & Bellinger, 1996
- Pseudosinella violenta (Folsom, 1924)
- Pseudosinella violeta Mari Mutt, 1986
- Pseudosinella virei Absolon, 1901
- Pseudosinella vita Christiansen & Bellinger, 1980
- Pseudosinella volca Christiansen, 1982
- Pseudosinella vornatscheri Gisin, 1964
- Pseudosinella voylesi Christiansen, 1982
- Pseudosinella vulcana Katz, Soto-Adames & Taylor, 2016
- Pseudosinella wahlgreni (Börner, 1901)
- Pseudosinella xabieri Ardanaz & Jordana, 1985
- Pseudosinella yosiiana Salmon, 1964
- Pseudosinella yuca Christiansen, 1982
- Pseudosinella zaragozana Arbea, 2006
- Pseudosinella zygophora Schille, 1908

## Publication originale
- Schäffer, 1897 : Apterygoten. Ergebnisse der Hamburger Magalhaenischen Sammelreise, vol. 2, p. 1-48 (texte intégral).